# Kinder- und Jugendwahl U18
Kinder- und Jugendwahl U18 ist eine bildungspolitische Initiative für Kinder und Jugendliche in Deutschland, bei der Kinder und Jugendliche unter 18 Jahren ihre Stimmen bei Bezirks-, Kommunal-, Landtags-, Bundestags- und Europawahlen symbolisch abgeben können. Die seit 1996 bestehende U18-Wahl zur Förderung politischer Bildung und Mitbestimmung von Kindern und Jugendlichen findet in Wahllokalen statt, die u. a. in Kinder- und Jugendfreizeiteinrichtungen, Schulen, Schulclubs, Jugendverbänden, Sportvereinen, Bibliotheken usw. eingerichtet werden. Das Kinder- und Jugendwahlprojekt U18 ist unabhängig und parteienneutral.

## Ziele
Kinder und Jugendliche sollen anhand der Kinder- und Jugendwahl U18 einen weitestgehend identischen Ablauf eines demokratischen Wahlgangs kennenlernen. Langfristiges Ziel ist hierbei, dass sie so später als gesetzlich Wahlberechtigte den Wahlgang als selbstverständlichen Akt der demokratischen Beteiligung wahrnehmen. Anhand einer spielerischen Auseinandersetzung mit Politik und demokratischen Prozessen soll frühzeitig ein Interesse an Politik geweckt sowie die politische Meinungsbildung gestärkt werden. Auch das Erkennen der eigenen Interessen, die Formulierung dieser und das Finden von eigenen Antworten auf politische Fragen stehen im Vordergrund des U18-Projektes.

## Durchführung

### Vorbereitung
Kinder- und Jugendfreizeiteinrichtungen, Schulen, Schulclubs, Jugendverbände, Sportvereine, Bibliotheken oder andere Einrichtungen für Kinder und Jugendliche können sich als U18-Wahllokal auf der Internetseite des U18-Projekts anmelden.
Im Vorfeld beginnen die teilnehmenden Institutionen mit ihren Aktivitäten zur Vorbereitung auf die U18-Wahl. Dazu gehören Veranstaltungen, in deren Rahmen Kindern und Jugendlichen Politik altersgerecht nahe gebracht und Interesse an politischen Themen geweckt werden soll. Für den Ablauf oder die Art der Veranstaltungen gibt es keine Vorgaben. Oftmals werden sie kreativ umgesetzt, z. B. in Form von Speed-Datings mit Politikern.
Auch der Wahlurnenwettbewerb bietet einen kreativen Zugang zu demokratischen Prozessen: Alle Wahllokale sind aufgerufen, eine möglichst phantasievolle Wahlurne zu gestalten und ein Foto von dieser einzusenden. Am U18-Wahltag wird online abgestimmt und für drei Gewinner werden Preise bereitgestellt.
Dieser Vorbereitungszeitraum gilt als wichtigste Phase im Projekt, da hier Kenntnisse über Wahlabläufe, demokratische Prozesse, gesellschaftliche Themen und Parteien vermittelt sowie Diskussionen mit Gleichaltrigen oder Politikern geführt werden sollen, die zur politischen Meinungsbildung beitragen.

### Wahlakt
Die Kinder- und Jugendwahl U18 findet immer neun Tage vor der amtlichen Wahl (an einem Freitag) statt. Für die Durchführung der U18-Wahl stellen die Organisatoren eines Wahllokals Wahlurne, Wahlkabine, Kugelschreiber sowie die jeweiligen Stimmzettel zur Verfügung. Genau wie die amtliche Wahl soll die Kinder- und Jugendwahl U18 frei, gleich, allgemein, unmittelbar und geheim ablaufen (wobei bei der U18-Wahl am 15. September 2017 Geschlecht und Alter auf dem Stimmzettel erfasst wurden).
Materialien zur politischen Bildung und zur Öffentlichkeitsarbeit sowie die Wahlunterlagen werden den Wahllokalen online und zum Teil in gedruckter Form zur Verfügung gestellt.
Am Wahltag gehen die Kinder und Jugendlichen in ein Wahllokal ihrer Wahl, bekommen einen Stimmzettel für ihren Wahlkreis ausgehändigt, gehen in die Wahlkabine, machen ihr Kreuz und werfen den Stimmzettel in die Wahlurne vor Ort. Analog zu den amtlichen Wahlen schließen die Wahllokale der U18-Wahl um spätestens 18 Uhr des Wahltages. Die anschließende Auszählung der Stimmzettel erfolgt öffentlich und oftmals durch die Kinder und Jugendlichen selbst. Die Ergebnisse werden online an die Wahlzentrale übermittelt und das Endergebnis wird, ebenfalls analog zu den amtlichen Wahlen, noch am Wahlabend auf der Website www.u18.org veröffentlicht. Auf verschiedenen Wahlveranstaltungen können die Ergebnisse dann mit Kindern und Jugendlichen sowie Vertreterinnen und Vertretern der Politik und Presse diskutiert werden.
Zu größeren U18-Wahlprojekten, wie den U18-Bundestagswahlen 2009 und 2013 sowie der Berliner U18-Abgeordnetenhauswahl 2011, wird in Kooperation mit dem Alex Offener Kanal Berlin auch eine Wahlsendung am U18-Wahlabend auf www.u18.org im Livestream gesendet. Hier werden Zwischenergebnisse aufgezeigt, live aus verschiedenen Wahllokalen und über Beispiele des politischen und gesellschaftlichen Engagements von Kindern und Jugendlichen berichtet, mit Politikern diskutiert und die Gewinner des Wahlurnenwettbewerbs sowie die Endergebnisse präsentiert. Jugendliche sind für die Konzeption und Durchführung vor und hinter der Kamera unter medienpädagogischer Anleitung verantwortlich und sollen so spielerisch mediale Kompetenzen erlernen.

### Nachbereitung
Die Kinder- und Jugendwahl U18 bringt Kinder und Jugendliche mit ihren Bezugspersonen ins Gespräch über Politik, Parteien und gesellschaftliche Fragen. Wenn Interesse an Politik sowie gesellschaftlichem und sozialem Engagement geweckt wurde, bietet sich für pädagogische Institutionen die Gelegenheit, weiterführende politische Bildungsprojekte für Kinder und Jugendliche umzusetzen. Dazu bietet das U18-Projekt auf seiner Internetseite didaktische Materialien und Informationen an.

## Organisationsstruktur
Die Steuerungsrunde mit Sitz in Berlin ist Knotenpunkt des gesamten U18-Projektes. Sie dient der inhaltlichen Ausgestaltung und der fortlaufenden Evaluation des gesamten Projektes. Sie ist strategisch tätig und entwickelt z. B. die Bundesrichtlinien zur Durchführung von U18 und behält den Gesamtprozess im Blick. Alle inhaltlichen Vorschläge der Bundesländer werden hier besprochen und deren Umsetzung entschieden. Die Steuerungsrunde ist Aufsichts- und Entscheidungs-Gremium im Rahmen der Netzwerkrunde. In der Steuerungsrunde sind das Deutsche Kinderhilfswerk, der Deutsche Bundesjugendring, Landesjugendringe, Jugendverbände und das Berliner U18-Netzwerk vertreten.
Zu den bisherigen U18-Bundestagswahlen wurde aus der Steuerungsrunde heraus eine Bundeskoordinierungsstelle eingesetzt. Zu ihren Aufgaben zählt die Koordination und Organisation der gesamten U18-Kampagne. Sie ist Servicestelle für alle regionalen Koordinierungsstellen und verantwortlich für die Erstellung sämtlicher Materialien, die bundesweite Presse- und Öffentlichkeitsarbeit sowie für die Betreuung der Internetseite und Social-Media-Auftritte.
Da eine überregionale Koordination der Bundeskoordinierungsstelle für das gesamte Bundesgebiet unmöglich ist, gibt es regionale Koordinierungsstellen in den Bundesländern. Diese Koordinierungsstellen akquirieren Wahllokale, dienen als Servicestellen für diese und kümmern sich um die Durchführung der U18-Wahl in ihrer Region.
Die U18-Wahllokale sind die zentralen Orte des U18-Projekts: Hier werden die jungen Menschen auf den Wahlgang vorbereitet und hier wird gewählt. Wahllokale können überall dort eingerichtet werden, wo sich Kinder und Jugendliche aufhalten, beispielsweise in Kinder- und Jugendfreizeiteinrichtungen, Schulen, Sportvereinen, Bibliotheken oder auch auf öffentlichen Plätze in Form mobiler Wahllokale.
In Berlin, wo die U18-Idee entstand, haben sich mehrere Institutionen zum U18-Netzwerk zusammengeschlossen. Dazu zählen bundesweite Träger sowie Berliner Institutionen.
Im Rahmen von Landtags- oder Bezirkswahlen kann jeder Interessierte für seine Region eine U18-Wahl unter vorheriger Anmeldung bei der U18-Steuerungsrunde durchführen. U18-Wahlen können in kleinem oder großem Rahmen organisiert werden, einzige Voraussetzung dafür ist die Einhaltung der U18-Standards.

## Übersicht der Wahlen
Siehe auch: U18-Landtagswahlergebnisse
- 2005: Bundestagswahl
- 2009: Bundestagswahl
- 2013: Bundestagswahl
- 2014: Europawahl; Landtagswahlen
- 2016: Landtagswahlen
- 2017: Bundestagswahl
- 2018: Landtagswahlen
- 2019: Europawahl; Landtagswahlen in Bremen, Sachsen, Brandenburg und Thüringen
- 2020: U16-Landtagswahl in Hamburg
- 2021: Landtagswahlen in Baden-Württemberg, Rheinland-Pfalz, Sachsen-Anhalt, Mecklenburg-Vorpommern und Berlin
- 2022: Landtagswahl in NRW

## Wissenschaftliche Begleitung
Anlässlich der Berliner U18-Abgeordnetenhauswahl 2011 wurde in Zusammenarbeit mit Klaus Hurrelmann (Professor an der Hertie School of Governance) und dem Wahlforschungsinstitut Infratest dimap eine Befragung von U18-Wählern durchgeführt. Die Untersuchung ergab unter anderem, dass bei Dreiviertel aller Befragten ihr Interesse an und Wissen über Politik durch die Teilnahme an U18 gestiegen sei und sie vorhaben, wählen zu gehen sobald sie es gesetzlich dürfen. Auch sprach sich die Mehrheit der befragten Kinder und Jugendlichen dafür aus, so früh wie möglich mit politischer Bildung zu beginnen.

## Geschichte
Die Kinder- und Jugendwahl U18 wurde 1996 das erste Mal in einem einzigen Wahllokal in Berlin durchgeführt. Heute zählt sie zu den größten bildungspolitischen Initiativen für Kinder und Jugendliche in der Bundesrepublik Deutschland.
- 1996: Beginn der Initiative mit einem einzigen Wahllokal in Berlin-Mitte.
- 1999: Zu den Wahlen der Bezirksverordnetenversammlung wird bereits in mehreren Wahllokalen im Bezirk Berlin-Mitte gewählt.
- 2001: Anlässlich der Berliner Abgeordnetenhauswahlen nehmen rund 5.000 Kinder und Jugendliche an der U18-Wahl teil.
- 2002: Zur Bundestagswahl sind schon mehr als 20.000 Kinder und Jugendliche in 278 Wahllokalen in Berlin und einigen Städten im Bundesgebiet beteiligt.
- 2005: Infolge der großen Resonanz seitens Politik und Gesellschaft findet U18 zum ersten Mal bundesweit statt. Trotz der vorgezogenen Bundestagswahl und der somit sehr kurzen Vorbereitungszeit geben circa 50.000 Kinder und Jugendliche in 583 Wahllokalen ihre Stimme ab.
- 2006: Zur zweiten Berliner U18-Abgeordnetenhauswahl beteiligen sich rund 13.800 Kinder und Jugendliche in 242 Wahllokalen. Schirmherr ist der damalige Präsident des Berliner Abgeordnetenhauses Walter Momper.
- 2009: Zur Bundestagswahl ist U18 bereits flächendeckend in allen Bundesländern etabliert. 127.208 unter 18-Jährige wählen. Damit hat sich die Teilnahme im Vergleich zu 2002 mehr als verdoppelt. Die Schirmherrschaft hat die Kinderkommission des Deutschen Bundestages inne.
- 2011: Mit Baden-Württemberg realisiert ein weiteres Bundesland im Rahmen von Landtagswahlen das U18-Projekt. 29.358 Kinder und Jugendliche gehen wählen.
- 2011: Im September geben 26.705 junge Menschen ihre Stimme bei den Berliner Abgeordnetenhauswahlen ab. Schirmherr ist erneut der damalige Präsident des Berliner Abgeordnetenhauses Walter Momper.
- 2013: Zur U18-Wahl im Rahmen der Bundestagswahl 2013 geben knapp 200.000 Kinder und Jugendliche in über 1.500 Wahllokalen ihre Stimme ab.[17] U18-Botschafter ist TV-Moderator Ralph Caspers.
- 2014: Im Rahmen der Europawahl 2014 wurde auch erstmals eine U18-Europawahl durchgeführt. Es gaben knapp 37.000 Kinder und Jugendliche ihre Stimmen in 410 Wahllokalen ab.[18]
- 2016: Im Rahmen der Berliner Wahl des Abgeordnetenhauses gaben knapp 27.000 Kinder und Jugendliche ihre Stimmen in knapp 200 Wahllokalen bei der U18-Wahl in Berlin ab.[19]
- 2017: Im Rahmen der Landtagswahl Nordrhein-Westfalen 2017 gaben über 35.000 Kinder und Jugendliche ihre Stimmen in über 400 Wahllokalen ab.[20]
- 2017: Im Rahmen der Bundestagswahl 2017 gaben knapp 220.000 Kinder und Jugendliche ihre Stimmen in über 1660 Wahllokalen ab.[11]

## Unterstützer und Förderer
Träger und Organisatoren des U18-Projekts auf Bundesebene sind:
- Deutsches Kinderhilfswerk
- Deutscher Bundesjugendring
- verschiedene Landesjugendringe
- verschiedene Jugendverbände
- Berliner U18-Netzwerk

Förderer für die U18-Bundestagswahl 2013 waren das Bundesministerium für Familie, Senioren, Frauen und Jugend und die Bundeszentrale für politische Bildung.
Unterstützung erhielt die U18-Bundestagswahl 2013 von TV-Moderator Ralph Caspers.

## Auszeichnungen
Im Jahr 2012 wurde das U18-Projekt zweifach ausgezeichnet:
- Preisträger im Wettbewerb „365 Orte im Land der Ideen“, verliehen von der Bundesregierung und der Deutschen Bank
- Preisträger beim „Eurocities-Award“ (Berliner U18-Abgeordnetenhauswahl) im Bereich Partizipation, verliehen vom Verbund europäischer Städte